# Hans Dieter Stöver
Hans Dieter Stöver (* 13. Dezember 1937 in Wissen/Sieg; † 22. Januar 2020 in Mechernich) war ein deutscher Schriftsteller und Autor zahlreicher Romane, Sach- und Jugendbücher, überwiegend über Themen der römischen Geschichte.

## Leben
Stöver studierte Pädagogik, Geschichte, Kunstgeschichte und Altertumswissenschaften in Bonn und Köln. Er war zeitweilig als Lehrer tätig, schrieb als Mitarbeiter des WDR Hörspiele und Features zu historischen und kulturgeschichtlichen Sendereihen und lebte zuletzt als freier Autor in der Nähe von Köln. Mit seinen historischen Romanen und Sachbüchern versuchte er, vor allem der Jugend die römische Geschichte näherzubringen. Sein erstes monographisch erschienenes Werk war das Sachbuch Die Römer – Taktiker der Macht (1976). Ihm folgten der Roman Spartacus – Sklave und Rebell (1977) und weitere Sachbücher. Nach einer Reihe historischer Kriminalromane veröffentlichte Stöver mit Quintus geht nach Rom (1987) sein erstes Jugendbuch, dem zahlreiche weitere Werke folgten. Schwerpunkte sind die letzten Jahre der römischen Republik (Spartacus-Aufstand/Caesar) und die frühe Kaiserzeit (Nero/Vespasian).

## Stöver-Universum
Aus einer kleinen Szene in dem Sachbuch Die Römer – Taktiker der Macht entwickelte Stöver einen Roman um die historische Figur des Spartacus, in dem er außerdem die (in den Grundzügen historische) Familie der Volcatier (oder Volcacier, bekanntester Vertreter: Lucius Volcacius Tullus) einführte. Um die (in den Grundzügen ebenfalls historische) Person des Gaius Volcatius Tullus, die Stöver dort dann als Sohn des Lucius interpretierte, schrieb er eine Reihe von zehn Kriminalromanen (Zeitrahmen: die letzten Jahre Caesars in Gallien, also etwa zwanzig Jahre nach Spartacus), die über drei Personen mit dem Spartacus-Roman verknüpft ist. Ursprünglich war Gaius nach Ausweis der (im Anhang zum Spartacus-Roman wiedergegebenen) fiktiven Genealogie der gens Volcatia noch als Sohn des Spartacus angelegt.
Die drei ersten Jugendromane Stövers um den jungen Quintus Cossinius Afer schließen zeitlich an die letzten Kriminalromane an. Eine personelle Verknüpfung ist über die Figur des Gaius Volcatius Tullus im ersten Band gegeben. Stövers drei jüngste Jugendromane um Daniel und Esther (zeitlich nach dem jüdischen Krieg Vespasians angesiedelt, also etwa hundertzwanzig Jahre nach den vorgenannten Erzählungen) werden im zweiten Band über gleichnamige Nachkommen von Quintus und seinem ehemaligen Dienstherren Pollius personell mit den Quintus-Romanen verknüpft.
Im weiteren Sinne, wenn auch nicht explizit bestätigt, sind auch die Personen aus den erzählerischen Teilen des Sachbuchs Report aus der Römerzeit an dieses Stöver-Universum gekoppelt: Vater und Großvater von Atto, dem Ahnherrn der behandelten germanischen (ubischen) Familie, sind „alle in römischen Diensten seit dem großen Caesar vor sechzig Jahren“. Das weist zeitlich auf die Figur des (fiktiven) jungen Ubierfürsten Frei-Atto im siebten C.-V.-T.-Band hin, dem weitere Auftritte zugedacht waren (im Schlusssatz des Romans: „wir werden ihn irgendwann dort wiedertreffen“), was durch den Abbruch der C.-V.-T.-Reihe unterblieb.
Der Roman Haldavo steigt auf ist durch die Hauptfigur des Haldavo, eines Nachfahren des Atto, direkt an die Erzählungen des vorgenannten Sachbuchs geknüpft.

## Werke
- Sachbücher:
  - Die Römer. Taktiker der Macht (1976)
  - Verschwörung gegen Rom. Catilinas Griff nach der Macht (1979)
  - Christenverfolgung im Römischen Reich. Ihre Hintergründe und Folgen (1982)
  - Macht und Geld im alten Rom (1989)
  - Report aus der Römerzeit. Vom Leben im römischen Germanien (zusammen mit Michael Gechter, 1989)[2]
  - Die Prätorianer. Kaisermacher – Kaisermörder (1994)
  - Der Sieg über Varus. Die Germanen gegen die Weltmacht Rom (2009)[2]

- Romane:
  - Spartacus. Sklave und Rebell (1977)
  - Der letzte Bischof. Eine ganz und gar unfromme Legende (1980)
  - Mord auf der Via Appia. (C. V. T. im Dienste der Caesaren. 1) (1982)
  - Die Frau des Senators. (C. V. T. im Dienste der Caesaren. 2) (1982)
    - Beide vorstehenden Bände in überarbeiteter Fassung als Doppelband 2008

  - Ich fordere Gerechtigkeit (der Originaltitel "Ich klage an" konnte aus Titelschutzgründen nicht weiter verwendet werden). (C. V. T. im Dienste der Caesaren. 3) (1982)
  - Skandal um Nausikaa. (C. V. T. im Dienste der Caesaren. 4) (1983)
    - Beide vorstehenden Bände in überarbeiteter Fassung als Doppelband 2009 (Ich klage an jetzt u.d.T.: Ich fordere Gerechtigkeit)

  - Alexander und die Gladiatoren. (C. V. T. im Dienste der Caesaren. 5) (1983)
  - Attentat in Pompeii. (C. V. T. im Dienste der Caesaren. 6) (1984)
    - Beide vorstehenden Bände in überarbeiteter Fassung als Doppelband 2010

  - Der Verrat des Ambiorix. (C. V. T. im Dienste der Caesaren. 7) (1984)
  - Rebellion im Circus Maximus. (C. V. T. im Dienste der Caesaren. 8) (1985)
    - Beide vorstehenden Bände in überarbeiteter Fassung als Doppelband 2011

  - Tod auf dem Forum. (C. V. T. im Dienste der Caesaren. 9) (1985)
  - Tödliche Dosis. (C. V. T. im Dienste der Caesaren. 10) (1986)
    - Beide vorstehenden Bände in überarbeiteter Fassung als Doppelband 2012

  - Agon oder der Ring des Demetrios (1989)
  - Haldavo steigt auf. Ein Ubier im römischen Köln (1990)
  - Mord nach der Vorstellung. (Ein Fall für Tillia Capriola) (1998)
  - Mörderisches Rennen. (Ein Fall für Tillia Capriola) (1999)

- Jugendromane:
  - Quintus geht nach Rom (1987)
  - Quintus in Gefahr (1991)
  - Quintus setzt sich durch (1993)
  - Die Akte Varus (1991)
  - Der Fall Nero (1992), Neuausgabe: Als Rom brannte
  - Caesar und der Gallier (1994)
  - Das römische Weltwunder (1995)
  - Die letzte Fahrt der Triton (1998)
  - Daniel und Esther – allein in Rom (2001)
  - Daniel und Esther – das Geheimnis der Vestalin (2002)
  - Daniel und Esther – die Entscheidung (2004)

- Jugendsachbücher[2]:
  - Drei Tage in Rom. Land- und Stadtleben zur Zeit Caesars (1988)
  - Große Gegner Roms. Hannibal, Mithridates, Spartacus, Vercingetorix, Arminius (1989)
  - ... dann geh' ich zum Kaiser! Eine Geschichte aus der Zeit Hadrians (1992)